# Перу Абарка
«Доктор Перу Абарка, профессор баскского языка Университета Басарте, или Диалоги сельского затворника-баска и уличного цирюльника Хуана-мастака» (исп. «El doctor Peru Abarca, catedrático de la lengua bascongada en la Universidad de Basarte, o Diálogos entre un rústico solitario bascongado y un barbero callejero llamado Maisu Juan», сокращённый вариант названия — «Перу Абарка» (исп. и баск. «Peru Abarca», в современной баскской орфографии — «Peru Abarka») — произведение (согласно авторскому определению — роман) Хуана Антонио Могеля (1745—1804), написанный в 1802 году. Впервые опубликован в 1880 году в журнале Beti Bat, а отдельной книгой — в 1881 году, спустя 80 лет после смерти автора, издательским домом Хулиана де Элисальде в городе Дуранго. Первый роман, написанный на баскском языке. 
В романе Могель привлекает внимание к проблеме сохранения баскской национальной культуры. Главный герой олицетворяет мир старинной баскской деревни, который, по мнению автора, и призван послужить основой культурного возрождения.    

## Проблема определения жанра
Автор обозначил жанр «Перу Абарки» как «роман», хотя не все формальные признаки романа присутствуют в этом произведении. «Перу Абарка» состоит из диалогов, что характерно скорее для драмы, чем для эпоса, и не имеет чёткого сюжета с завязкой, развитием действия, кульминацией и развязкой. Пространственно-временные ссылки минимальны и большой значимости для повествования не имеют. В тексте много примечаний и ремарок на испанском языке, что усиливает сходство с пьесой. 
Автор использует диалоги, с одной стороны, чтобы избежать сложного повествования, а с другой — так как это соответствует дидактическому характеру произведения. 

## Композиция
Произведение состоит из следующих составных частей:
1. Предисловие на испанском языке.
2. Шесть диалогов Перу Абарки и Хуана-мастака (на баскском, с ремарками на испанском).
3. Диалог монаха брата Педро де Урлии и священника дона Хуана де Сандии.
4. Словарь бискайских диалектизмов («Список разных баскских словечек, распространённых среди крестьян и знакомых почти всем бискайцам»).

## Персонажи
Перу Абарка — согласно авторской характеристике, «образованный крестьянин». Родился и вырос в деревне и свою «школу жизни» называет «университетом Басарте». Типично сельский образ жизни Перу подчёркнут его прозвищем (abarka с баск. — «башмак из сыромятной кожи»). Имеет глубокие познания во многих областях, отличается педантичностью. 
Хуан-мастак — невежественный уличный цирюльник, учащийся жизненной премудрости у Перу Абарки.  
Марише (баск. Marixe) — жена Перу Абарки. По мнению писателя Анхеля Лерчунди, имена Перу и Марише связаны с фольклорной традицией, прежде всего с баскскими народными сказками о Перу и Мари.  
Чомин (баск. Chomin, в современных изданиях — Txomin) — сын Перу, в третьем диалоге рассказывает вставную «Сказку о двух мышах». Его имя — баскское производное от Доминго.
Франсиска (баск. Praisca, в современных изданиях — Fraiska) — служанка хозяина винодельни. 
Хуанис (баск. Juanis) — друг Перу, уроженец французской Страны Басков
Чоргори (баск. Chorgori, в современных изданиях — Txorgori) — друг Перу из провинции Гипускоа. Его имя является баскским производным от Грегорио.
Брат Педро де Урлия (баск. Pedro de Urlija, в современных изданиях — Pedro de Urlia) — монах. Вероятно, его прототип — Педро Антонио Аньибарро, один из основоположников литературной традиции на бискайском диалекте баскского языка.
Дон Хуан де Сандия (баск. Juan de Zandija, в современных изданиях — Juan de Sandia) — священник. Вероятно, его прототип — сам Хуан Антонио Могель. (Урлия, Сандия и Берендия — экземплификанты для обозначения неизвестной личности в баскском языке).

## Критика и влияние
Критики подчёркивают сходство главного героя романа с героем произведения Жан-Жака Руссо «Эмиль, или О воспитании» (1762). Однако Перу Абарка не высказывает идей Руссо и не делает попыток их переосмыслить. 
Роман «Перу Абарка» связывают также с распространением идей романтизма в литературе Испании. 
В свою очередь сам роман, в 1899 году переведённый на испанский язык, способствовал становлению и развитию костумбризма в испаноязычной литературе.       